# 10327 Batens
10327 Batens è un asteroide della fascia principale. Scoperto nel 1990, presenta un'orbita caratterizzata da un semiasse maggiore pari a 2,3397112 UA e da un'eccentricità di 0,1319334, inclinata di 4,32310° rispetto all'eclittica.